# Jüdisch-liberale Zeitung
Die Jüdisch-liberale Zeitung war eine deutschsprachige Wochenzeitung, die zur Zeit der Weimarer Republik im Dezember 1920 in Breslau erstmals erschienen ist. Im NS-Staat erschien sie seit November 1934 als Jüdische Allgemeine Zeitung, bis sie zwei Jahre später ihr Erscheinen einstellen musste. Hinter den Herausgebern stand die Vereinigung für das Liberale Judentum in Deutschland. Die Zeitung war liberal ausgerichtet und gegen den Zionismus positioniert.

## Geschichte
Die Vereinigung für das Liberale Judentum gab seit 1908 monatlich die Zeitschrift Liberales Judentum. Monatsschrift für die religiösen Interessen des Judentums heraus. Schriftleiter war der Reformrabbiner Caesar Seligmann (1860–1950). Ergänzt wurde diese seit 3. Dezember 1920 durch die wöchentlich erscheinende Jüdisch-liberale Zeitung. Organ der Vereinigung für das Liberale Judentum e. V. Herausgeber war ebenfalls die Vereinigung für das Liberale Judentum, deren Vorsitzender Heinrich Stern das Geleitwort verfasste. Die Schriftleitung verantwortete Julius Loeb. Im September 1922 erschien die Monatsschrift noch mit Heft 9 als Beilage der Zeitung. Im folgenden Monat wurden beide Schriften zusammengelegt. Die Ausgabe 41 der Zeitung war gleichzeitig die zehnte und letztmalige von Liberales Judentum. Monatsschrift für die religiöse Erneuerung des Judentums. Als monatliche Beilagen waren die wissenschaftliche Zeitschrift Liberales Judentum und die Mitteilungen der Arbeitsgemeinschaft Jüdisch-Liberaler Jugendvereine Deutschlands angekündigt. Weitere Ausgaben von Liberales Judentum sind nicht nachzuweisen.
Im Jahr 1923, dem Höhepunkt der Inflation in Deutschland, erschienen nur 31 Ausgaben der Zeitung. Ihr Sitz wurde nach Berlin verlegt. Im folgenden Jahr konnte vom 14-täglichen Erscheinen bald auf wöchentliche Ausgaben umgestellt werden. Als verantwortlicher Redakteur zeichnete am 11. Juli 1924 erstmals der Diplom-Ingenieur Bruno Woyda, der das Blatt in die 1930er Jahre führte. Zum deutschen Beitritt zum Völkerbund titelte die Zeitung am 17. September 1926 mit „Versöhnung“ und Beiträgen von Max Dienemann, Walter von Molo, Hermann Kantorowicz, Max Liebermann, Hugo Zwillenberg, Ernst Lissauer, Théodore Reinach, Ludwig Quidde sowie zwei Juristen.
Ab Mai 1931 erschien die Jüdisch-liberale Zeitung alle zwei Wochen mit einer Doppelnummer. Im folgenden Jahr erschien die zweite Ausgabe erst am 15. April 1932. Neue Herausgeber waren Hanns Loewenstein und der Willi Tisch Verlag, die Schriftleitung hatte George Goetz übernommen. Erscheinungstermine waren der 1. und 15. jeden Monats. Unter „Aufschwung“ vermeldete Hanns Loewenstein am 1. August 1933 die Umstellung auf zweimal wöchentliches Erscheinen ab dem 1. Oktober. Der Untertitel Organ der Vereinigung für das Liberale Judentum e. V. war in der Zwischenzeit durch Für deutsches Judentum und religiösen Aufbau ersetzt worden. Die Zeitung erschien dann wöchentlich jeweils am Dienstag und Freitag. Mit der Ausgabe vom 13. März 1934 übernahm der Publizist und Kritiker Eugen Tannenbaum (1890–1936) die Schriftleitung. Ständige Mitarbeiter der Redaktion waren Max Dienemann und Heinrich Stern. Im September 1934 wurde auf wöchentliche Doppelnummern umgestellt. Im folgenden Oktober betrug die Auflagenhöhe 5000 Exemplare.
Mit der letzten Ausgabe 86/87 der Jüdisch-liberalen Zeitung vom 26. Oktober 1934 wurde das Erscheinen als Jüdische Allgemeine Zeitung ab dem 7. November 1934 bekannt gemacht. Diese erschien am 7. November 1934 mit der Nummer 88 (14. Jahrgang) und weiterhin wöchentlich als Jüdische Allgemeine Zeitung. Neue Folge der Jüdisch-liberalen Zeitung. Nachdem Eugen Tannenbaum am 22. August 1936 gestorben war, verkündete Heinrich Stern am 2. September 1936 unter dem Leitartikel „Abschied und Neuaufbau“ die zwangsweise Einstellung der Zeitung.

## Mitarbeiter
Zu den Autoren gehörten Elise Dosenheimer, der Theaterkritiker Fritz Engel und Doris Wittner. Unter dem Pseudonym Stefan Reginald Marknes hatte der Rabbiner Martin Salomonski 1933 die Groteske Zwei im andern Land als Fortsetzungsroman veröffentlicht.

## Ausrichtung
Die Vereinigung für das liberale Judentum in Deutschland stand für eine Erneuerung der „geistigen Inhalte der jüdischen Tradition“. Die Zeitung sollte als Nachfolger der Monatsschrift aktuell und umfassend „über eine Vielzahl von Interessensgebieten jüdischen Lebens in Deutschland informieren“. Das Blatt war religiös ausgerichtet und lehnte zionistische Bestrebungen grundsätzlich ab.